# 瓦利耶尔 (奥布省)
瓦利耶尔（法語：Vallières，法語發音：[valjɛʁ]）是法国奥布省的一个市镇，属于特鲁瓦区。

## 地理
瓦利耶尔（47°59'46"N, 4°3'36"E）面积8.34 平方千米，位于法国大東部大區奥布省，该省份为法国中北部省份，北起马恩省，西接塞纳-马恩省，西南至约讷省，东南至科多尔省，东临上马恩省。
与瓦利耶尔接壤的市镇（或旧市镇、城区）包括：谢莱、屈桑日、普吕西、蒂尔日、旺莱。

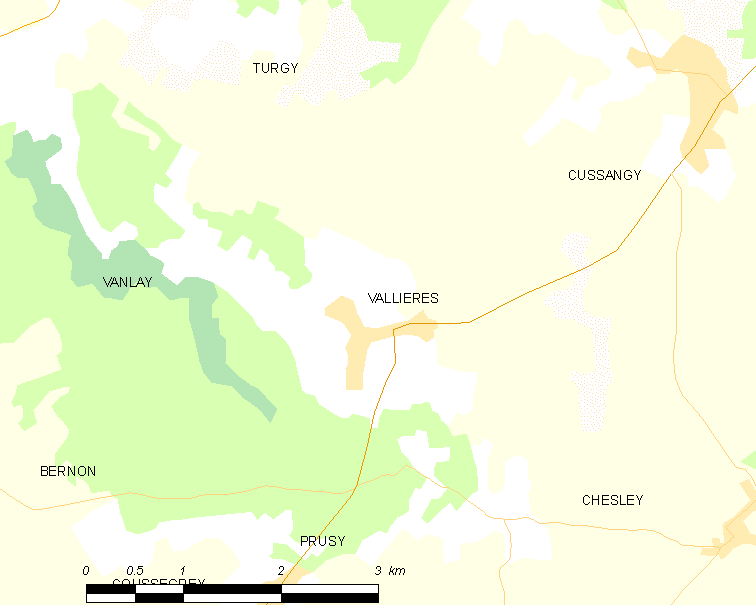
的OSM定位图

瓦利耶尔的时区为UTC+01:00、UTC+02:00（夏令时）。

## 行政
瓦利耶尔的邮政编码为10210，INSEE市镇编码为10394。

## 政治
瓦利耶尔所属的省级选区为莱里塞县。

## 人口

1962-2008年间人口变化图示

瓦利耶尔于2022年1月1日时的人口数量为169人。